# گورستان سرتربت ۳
گورستان سرتربت ۳ مربوط به پیش از اسلام است و در شهرستان املش، بخش رانکوه، روستای سرتربت واقع شده و این اثر در تاریخ ۲ آبان ۱۳۸۲ با شمارهٔ ثبت ۱۰۶۸۲ به‌عنوان یکی از آثار ملی ایران به ثبت رسیده است.